# Lod (Israël)
Lod (Hebreeuws: לוד; Arabisch: الْلُدّ, Al-Ludd, Lydda) is een plaats in het centrale district van Israël, ongeveer 22 kilometer ten zuidoosten van Tel Aviv en 3 kilometer ten noorden van Ramla. In 2016 had de stad 73.608 inwoners. De meerderheid van de bevolking is joods (80,3%), een Palestijns-Arabische minderheid is islamitisch (18,6%) en christelijk (1,1%).
In de stad staat de Sint-Joriskerk, de El-Chodrmoskee en een synagoge. Deze gebedshuizen zijn onderdeel van hetzelfde gebouwencomplex, maar hebben verschillende ingangen.
De Luchthaven Ben-Gurion is in de buurt gebouwd op de plek van het voormalige Britse militaire vliegveld, met verkeersknooppunten van autowegen en spoorwegen.

## Geschiedenis
In de Hebreeuwse bijbel (bij de christenen het Oude Testament), in 1 Kronieken 8:12 wordt Lod genoemd als stad die door de Israëlitische stam Benjamin was gesticht. Opnieuw bewoond na de Babylonische ballingschap (Ezra 2:33; Neh.11:35). Viel daarna onder de gouverneur van Samaria. In 145 vgj weer geclaimd door de joden (1 Mak.11:34). In het Nieuwe Testament (Christelijk) komt de stad voor in "Handelingen" 9:32.35 en 38. In de loop der eeuwen erna stond de stad ook bekend als Lydda, Lydea en Al-Lydd, maar heeft ook bekendgestaan met de naam Diospolis. Flavius Josephus vermeldt, dat Julius Caesar de rechten van de Joden in de stad herstelde.
Na de Val van Jeruzalem in 70 gj was het tijdlang een rabbijns centrum. In de Byzantijnse tijd tijdlang bisschopszetel. Na de komst van de Arabieren hoofdstad van hun provincie (jund) Filastin tot Ramla die rol kreeg.

### 1947-1948
De Palestijnse steden Lydda en Ramleh werden in 1947 in het Verdelingsplan van de Verenigde Naties Resolutie 181 Algemene Vergadering Verenigde Naties voor het Mandaatgebied Palestina bij het Arabische gebied ingedeeld.
Nadat in mei 1948 David Ben-Goerion (de eerste premier van Israël) de onafhankelijke staat Israël had uitgeroepen werd in juli 1948 de 'Operatie Dani' uitgevoerd, om onder meer deze Arabisch-Palestijnse steden te veroveren. De kolonel van het bataljon was Moshe Dayan. Tijdens de eerste aanval onder leiding van Yigal Allon werd op 11 juli 1948 de stad vanuit de lucht gebombardeerd. Daarna trokken troepen Lydda binnen, waarbij het centrum werd uitgekamd door de Palmach, waarbij een bloedbad werd aangericht, waarbij volgens Morris zo'n 250 inwoners omkwamen, terwijl er ook wekenlang werd geplunderd. Ilan Pappé noemt een getal van 426 doden en vele gewonden.
Op gebouwen werden granaten en raketten afgevuurd, vluchtenden werden op straat neergeschoten. In de Dahmash Moskee werden tientallen ongewapende mensen geëxecuteerd. Veteranen van de Yiftah Brigade getuigden later, dat de troepen met bazooka's salvo's hadden afgeschoten op krijgsgevangenen, die in de moskee gevangen werden gehouden.
De ongeveer 50.000-70.000 mensen tellende Palestijnse bevolking werd op de vlucht gedreven. Daarbij waren ook ongeveer 20.000 vluchtelingen uit Jaffa, de stad die daarvóór al was veroverd door het Israëlische leger. De overigen werden gedeporteerd. Op 12 juli tekende Yitzhak Rabin het bevel om de bevolking van zowel Lydda als Ramleh te verdrijven.
IDF-documenten bevestigen de verdrijving van de volledige bevolking en het door Yiftah Brigade-troepen uitgevoerde bloedbad in Lydda. Wetenschappers van de Hebreeuwse Universiteit beweerden echter in een rapport, dat er slechts een gedeeltelijke verdrijving had plaatsgevonden, ontkenden het bloedbad en verzwegen de order van Rabin.
Een bekende naam is George Habash, stichter van het Volksfront voor de bevrijding van Palestina. Hij werkte als arts in het plaatselijke ziekenhuis en verzorgde de vele gewonden.

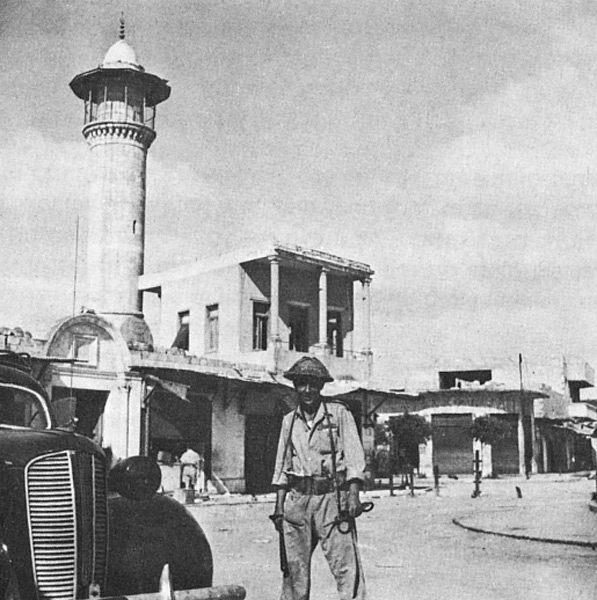
Een Israëlisch soldaat bij de Dahmash Moskee in het centrum van Lydda, juli 1948
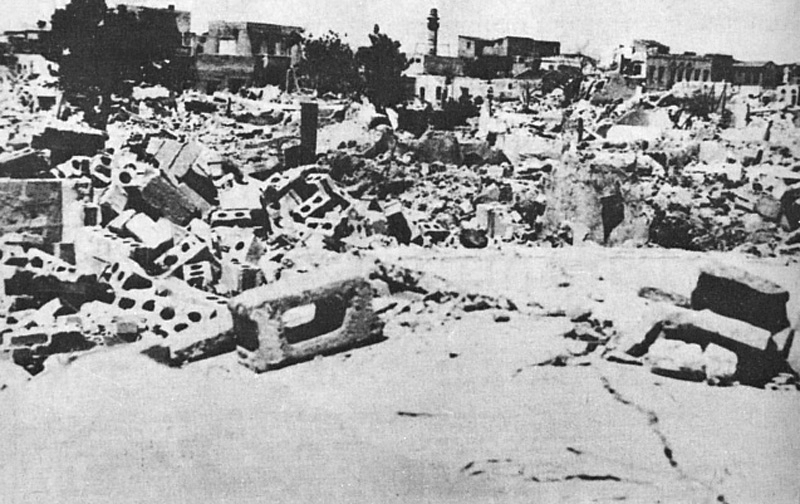
Ruïnes van Lydda na de Israëlische aanval, juli 1948
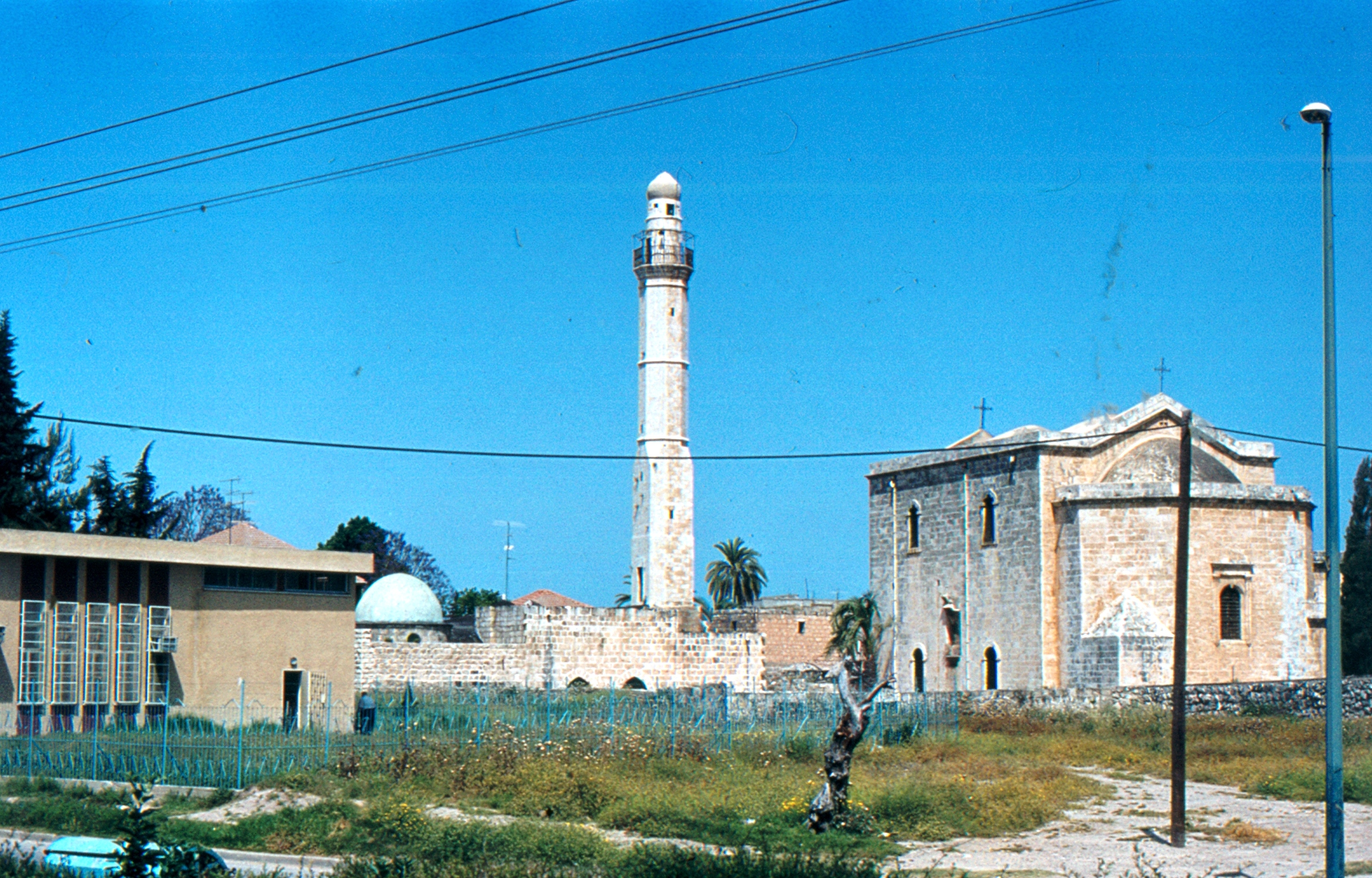
1990, synagoge, moskee en kerk in Lod
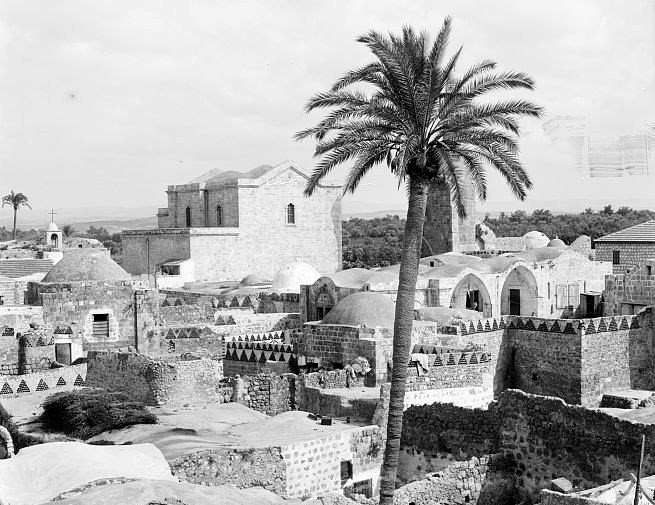
Lydda in 1920 met de St. George's Church op de achtergrond
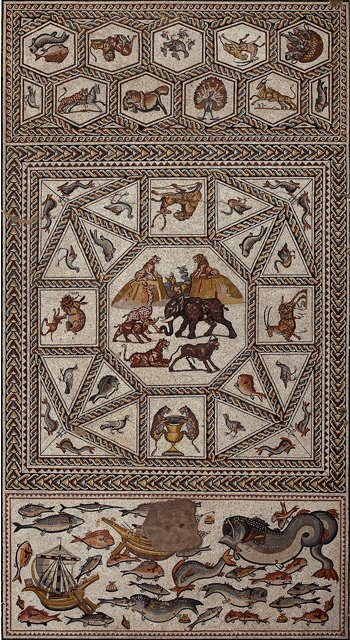
Het Mozaïek van Lod, ontdekt in 1996

#### Israëlisch-Palestijns conflict (2021)
In de twee weken vanaf 9-10 mei 2021 kwam het in Lod en in verscheidene andere Israëlische steden (zoals Akko/Akka, Ramla/Ramleh, Haifa en Jaffo/Jaffa) met wijken met een aanzienlijk percentage Palestijnse inwoners tot onverwachte ongeregeldheden. Deze gingen de straat op - allereerst in Lod - en koelden hun woede op eigendommen van Joodse inwoners. Dit leidde weer tot een gewelddadige reactie van de kant van Joodse burgerwachtgroepen - opgeroepen via sociale media - die verhaal kwamen halen.
Als directe reden voor deze geweldsuitbraak wordt genoemd woede over de inval van Israëlische politie-eenheden in de Al Aqsa-moskee in Jeruzalem en de dreigende huisuitzetting van Palestijnse families in de wijk Sheikh Yarrah daar. Maar er is ook onvrede over verwaarlozing door de joodse staat (bv te weinig politietoezicht en toename criminaliteit), over gentrificatie en over wat  gezien wordt als de overname van buurten door leden van de religieuze zionistisch-joodse Torah-Kernen-beweging  (Garin HaTorani).
Deze hebben zich de laatste jaren, vaak komend vanaf de Westelijke Jordaanoever, gevestigd in deze wijken om het Joodse karakter ervan te versterken (en dus het Arabische te verminderen). In Lod waren gebouwen van deze beweging dan ook plekken van demonstraties en doelwitten om Palestijnse frustratie af te reageren. Een Palestijn werd gedood, een joods appartement ging in vlammen op. Tientallen joodse families moesten tijdelijk hun huis verlaten.

Op zondag 31 oktober 2021 viel een Israëlische legereenheid de Palestijns-Arabische wijk al-Mahatta binnen en bulldozerde het huis van Ibrahim Touri, Israëlisch burger. Hij had het huis gebouwd zonder vergunning. Het is zeer moeilijk voor Palestijnen om een bouwvergunning te krijgen

## Zustersteden
- Samtredia, Georgië
- Piatra Neamţ, Roemenië

## Geboren
- George Habash, arts
- Rabbi Akiva, Talmoed-geleerde
- Rabbi Tarfon, Talmoed-geleerde
- Oshri Cohen, (11 januari 1984), acteur
- Sint Joris, beschermheilige in de katholieke kerk
- Salim Toama (9 augustus 1979), voetballer